# My Lady Jane
My Lady Jane  ist eine Fernsehserie aus dem Jahr 2024 mit Emily Bader als Lady Jane Grey, Edward Bluemel als Lord Guildford Dudley und Jordan Peters als König Eduard, die unter der Regie von Jamie Babbit und Stefan Schwartz entstand. Das Drehbuch von Gemma Burgess, die gemeinsam mit Meredith Glynn als Showrunnerin fungierte, basiert auf dem gleichnamigen Roman der sechsteiligen Romanreihe The Lady Janies von Cynthia Hand, Brodi Ashton und Jodi Meadows, der wiederum lose auf der Geschichte der real existierenden Lady Jane Grey basiert.

## Handlung
Lady Jane Grey fürchtet sich vor ihrer arrangierten Heirat, allerdings entwickelt sich daraus eine leidenschaftliche Romanze.
Über Nacht wird sie zur Königin gekrönt, in der Folge gerät sie ins Visier von Personen, die es auf ihren Kopf und den Thron abgesehen haben.
Schließlich kann sie sich selbst und das Königreich retten.

## Besetzung und Synchronisation
Die deutschsprachige Synchronisation übernahm die Level 45 GmbH. Dialogregie führte Guido Kellershof, das Dialogbuch schrieb Urs Taeger.
| Rolle                 | Darsteller            | Synchronsprecher    |
| --------------------- | --------------------- | ------------------- |
| Lady Jane Grey        | Emily Bader           | Özge Kayalar        |
| Lord Guildford Dudley | Edward Bluemel        | Sebastian Kluckert  |
| Lady Frances Grey     | Anna Chancellor       | Almut Zydra         |
| Lord Dudley           | Rob Brydon            | Rainer Doering      |
| Mary                  | Kate O’Flynn          | Ann Vielhaben       |
| Lord Stan Dudley      | Henry Ashton          | Marcel Mann         |
| Lord Seymour          | Dominic Cooper        | Dennis Schmidt-Foß  |
| Katherine Grey        | Isabella Brownson     | Dalia Schmidt-Foß   |
| Margaret Grey         | Robyn Betteridge      | Annika Theusner     |
| Charles               | Christian Patterson   | Sven Fechner        |
| Agnes                 | Ami Tredrea           | Lin Gothoni         |
| Albert                | Mark Anthony Brighton | Nico Sablik         |
| Archer                | Michael Workeye       | Marco Sven Reinbold |
| Bertie                | Denise Black          | Margot Rothweiler   |
| Bess                  | Abbie Hern            | Léa Mariage         |
| Dr. Butts             | Kevin Eldon           | Gerrit Schmidt-Foß  |
| Fitz                  | Joe Klocek            | Julian Tennstedt    |
| George                | Harry Trevaldwyn      | Daniel Gärtner      |
| Granny                | Barbara Marten        | Katharina Lopinski  |
| Herzog von Leicester  | Jim Broadbent         | Joachim Kaps        |
| Hodgkins              | Tom Morley            | Dirk Stollberg      |
| Izzy                  | Jamie-Rose Monk       | Friederike Walke    |
| Kingsland-Wache Joe   | Brandon Bendell       | Valentin Stilu      |
| König Edward          | Jordan Peters         | Jonas Lauenstein    |
| Norfolk               | Will Keen             | Thomas Nero Wolff   |
| Owen                  | Will Merrick          | Imme Aldag          |
| Petunia               | Tallulah Greive       | Jennifer Weiß       |
| Phillips              | James Corrigan        | Kevin Kraus         |
| Schwester Forbearance | Annabelle Mandeng     | Annabelle Mandeng   |
| Scrope                | Jason Forbes          | Roland Wolf         |
| Susannah              | Máiréad Tyers         | Samina König        |
| William               | Brandon Grace         | Alexander Gaida     |
| Erzähler              | Oliver Chris          | Klaus-Peter Grap    |

## Episodenliste
| Nr. (ges.) | Nr. (St.) | Deutscher Titel              | Originaltitel                | Erstausstrahlung USA | Deutschsprachige Erstausstrahlung (D) | Regie | Drehbuch |
| ---------- | --------- | ---------------------------- | ---------------------------- | -------------------- | ------------------------------------- | ----- | -------- |
| 1          | 1         | Wer folgt ihm auf den Thron? | Who’ll Be the Next in Line?  | 27. Juni 2024        | 27. Juni 2024                         | –     | –        |
| 2          | 2         | Aufs falsche Pferd gesetzt   | Wild Thing                   | 27. Juni 2024        | 27. Juni 2024                         | –     | –        |
| 3          | 3         | Falsches Spiel               | With a Girl Like You         | 27. Juni 2024        | 27. Juni 2024                         | –     | –        |
| 4          | 4         | Die Schlangengrube           | Bluebird Is Dead             | 27. Juni 2024        | 27. Juni 2024                         | –     | –        |
| 5          | 5         | Ich werde die Welt verändern | I’m Gonna Change the World   | 27. Juni 2024        | 27. Juni 2024                         | –     | –        |
| 6          | 6         | Ich fühle mich frei          | I Feel Free                  | 27. Juni 2024        | 27. Juni 2024                         | –     | –        |
| 7          | 7         | Die Liebe des Königs         | Another Girl, Another Planet | 27. Juni 2024        | 27. Juni 2024                         | –     | –        |
| 8          | 8         | Gott schütze die Königin     | God Save the Queen           | 27. Juni 2024        | 27. Juni 2024                         | –     | –        |

## Veröffentlichung
Die Serie wurde am 12. Juni 2024 am Tribeca Film Festival vorgestellt. Auf Prime Video wurde diese am 27. Juni 2024 veröffentlicht.

## Produktion und Hintergrund
Die Dreharbeiten fanden 2022 in England statt, Drehort war unter anderem Dover Castle.
Die Serie wurde von Parkes + MacDonald und Amazon Studios produziert, als Produzentin fungierte Paula McBreen und als Executive Producer Jamie Babbit, Sarah Bradshaw und Laurie MacDonald.
Die Kamera führten Gavin Finney, Maja Zamojda und Josh Cunliffe, die Musik schrieb Rael Jones, das Casting verantwortete Kate Rhodes James und die Montage Gavin Buckley. Das Kostümbild gestaltete Stephanie Collie und das Szenenbild Will Hughes-Jones.
Die Serie wurde nach einer Staffel abgesetzt. Fans starteten eine Petition auf Change.org mit dem Ziel, die Serie fortzuführen.

## Rezeption

### Kritiken
Annemarie Havran schrieb auf Filmstarts.de, dass hier der Witz und die Abenteuerlust aus Damsel, die opulenten Kostüme und wilden Sex-Szenen aus Bridgerton sowie royale Intrigen und eine Verschwörung gegen den König wie bei Renegade Nell aufeinanderzutreffen scheinen.
Matthias Halbig (rnd.de) verglich die Serie mit Produktionen wie Ritter aus Leidenschaft, Robin Hood – König der Vagabunden und Der Hofnarr. Für die Romanze würden sich nicht wenige Bridgerton-Fans erwärmen. Auch ein Schuss Fantasy wie in His Dark Materials und Carnival Row komme rein. Das Vergnügen, das Showrunnerin Gemma Burgess am freien Umgang mit der Geschichte hatte, sei Szene für Szene zu spüren, wenngleich diese Serie nicht ganz so klamaukig geraten sei wie Die frei erfundenen Abenteuer von Dick Turpin.
R.L. Bonin vergab auf Fernsehserien.de 3,5 von 5 Sternen. Die Serie überzeuge storytechnisch, die Handlungsstränge versprechen jede Menge Knistern und Konflikt. Spannend sei auch, dass die Serie ziemlich schnell ins Fantasy-Genre rutsche. Vom Ton bewege sich die Serie permanent an der Grenze zwischen provokant und vulgär. Wer auf das überhöfliche, heuchlerische Tamtam von Bridgerton verzichten könne, sei bei My Lady Jane gut aufgehoben.
Oliver Armknecht bewertete die Produktion auf film-rezensionen.de mit sieben von zehn Punkten. Diese sei manchmal etwas beliebig und ziehe sich zudem ein wenig. Insgesamt mache diese aber Spaß, auch wegen des spielfreudigen Ensembles.
Marc Schneider bezeichnete die Produktion auf quotenmeter.de als charmant-alberne Komödie und kleinen Überraschungshit 2024. Ein großer Vorteil sei die Zielgruppenunabhängigkeit, neben der Anspruchslosigkeit, dem gelungenen Casting gepaart mit den sympathischen Charakteren und der vielschichtigen Charakterzeichnung.

### Abrufe
Laut digital i erreichte die Serie in Deutschland im Juli 2024 rund 454.000 Haushalte.